# Liste der Stolpersteine in Salzburg-Schallmoos

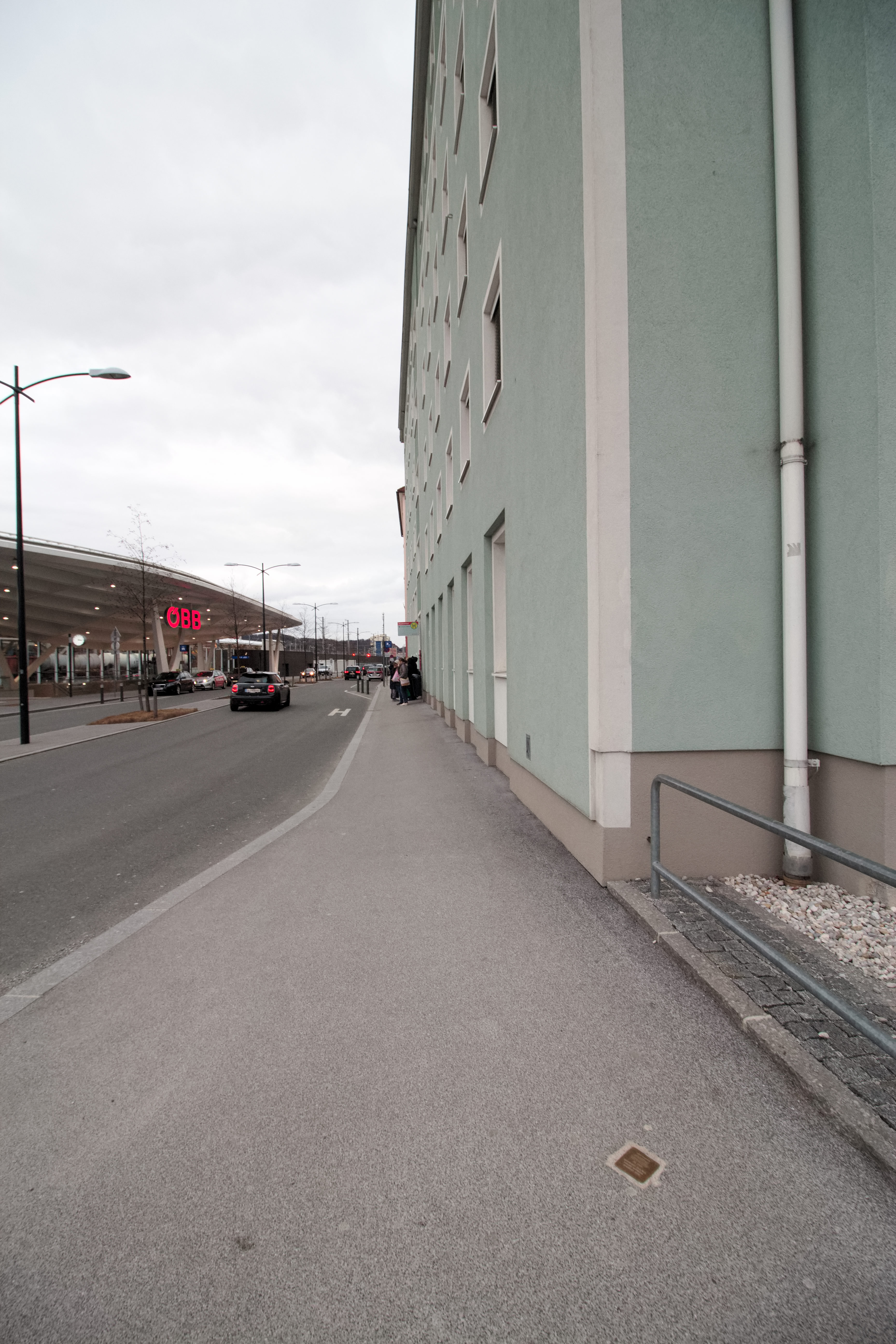
Stolperstein für Christine Neuhauser

Die Liste der Stolpersteine in Salzburg-Schallmoos enthält die Stolpersteine, die im Rahmen des gleichnamigen Kunstprojekts von Gunter Demnig im Salzburger Stadtteil Schallmoos verlegt wurden. Stolpersteine sollen an das Schicksal der Menschen erinnern, die von den Nationalsozialisten ermordet, deportiert, vertrieben oder in den Suizid getrieben wurden. Sie liegen im Regelfall vor dem letzten selbstgewählten Wohnsitz des Opfers.
Die ersten Verlegungen in diesem Stadtteil erfolgten am 22. August 2007.

## Verlegte Stolpersteine
In Schallmoos, einem Stadtteil der Landeshauptstadt Salzburg, wurden 25 Stolpersteine an 21 Adressen verlegt.
| Stolperstein | Inschrift | Verlegeort                                         | Name, Leben                                 |
| ------------ | --- | -------------------------------------------------- | ------------------------------------------- |
|              | HIER WOHNTE MARIA AIGNER JG. 1915 DEPORTIERT 21.4.1941 SCHLOSS HARTHEIM ERMORDET 1941                                                      | Schallmooser Hauptstraße 17 ·                      | Maria Aigner (1915–1941)                    |
|              | HIER WOHNTE HEINRICH AUER JG. 1909 IM WIDERSTAND VERHAFTET 1942 ZUCHTHAUS MÜNCHEN-STADELHEIM HINGERICHTET 30.7.1943                        | Vogelweiderstraße 91 ·                             | Heinrich Auer (1909–1943),                  |
|              | HIER WOHNTE JOSEF EGGER JG. 1891 DEPORTIERT 5.10.1940 DACHAU ERMORDET 5.4.1941                                                             | Meierhofweg 13 ·                                   | Josef Egger (1891–1941)                     |
|              | HIER WOHNTE JOHANN FACINELLI JG. 1887 VERHAFTET 13.3.1938 DEPORTIERT 11.4.1938 DACHAU ERMORDET 4.6.1938                                    | Baron-Schwarz-Park ·                               | Johann Facinelli (1888–1942)                |
|              | HIER WOHNTE ANNA FRAUNEDER JG. 1908 IM WIDERSTAND VERHAFTET 22.7.1942 DEPORTIERT 31.7.1942 AUSCHWITZ ERMORDET 20.11.1942                   | Fritschgasse 8 ·                                   | Anna Frauneder (1908–1942)                  |
|              | HIER WOHNTE JOSEF GÖTZENBERGER JG. 1896 GESTAPO-HAFT 16.2.1945 TOT AN HAFTFOLGEN 9.10.1945                                                 | Schallmooser Hauptstraße 30 ·                      | Josef Götzenberger (1896–1945)              |
|              | HIER WOHNTE MAXIMILIAN HERMANN JG. 1888 VERHAFTET 28.2.1942 DEPORTIERT 18.5.1942 FLOSSENBÜRG ERMORDET 29.5.1942                            | Baron-Schwarz-Park ·                               | Maximilian Hermann (1888–1942)              |
|              | HIER WOHNTE WALTER HINTSCHICH JG. 1911 SPANIENKÄMPFER TOT FEBRUAR 1938 IN SPANIEN                                                          | Ignaz-Härtl-Straße 11 ·                            | Walter Hintschich (1911–1938)               |
|              | HIER WOHNTE KÄTHE HUEMER JG. 1905 DEPORTIERT 18.4.1941 'SCHLOSS HARTHEIM' ERMORDET 1941                                                    | Ignaz-Härtl-Straße 11 ·                            | Katharina Huemer, genannt Käthe (1905–1941) |
|              | HIER WOHNTE RUDOLF KINDLINGER JG. 1906 DEPORTIERT 17.4.1941 SCHLOSS HARTHEIM ERMORDET 1941                                                 | Schallmooser Hauptstraße 71 · Ecke Canavalstraße · | Rudolf Kindlinger (1906–1941)               |
|              | HIER WOHNTE FELIX KLAR JG. 1900 VERHAFTET 16.10.1939 BUCHENWALD 1942 AUSCHWITZ TODESMARSCH NACH MITTELBAU-DORA TOT AN HAFTFOLGEN 24.4.1946 | Bayerhamerstraße 6 ·                               | Felix Klar (1900–1946)                      |
|              | HIER WOHNTE KARL KOFLER JG. 1912 VERHAFTET SEPT. 1939 DEPORTIERT 29.9.1941 FLOSSENBÜRG ERMORDET 7.5.1942                                   | Vogelweiderstraße 96 ·                             | Karl Kofler (1912–1942)                     |
|              | HIER WOHNTE THERESIA KOMENDA GEB. ZINK JG. 1890 DEPORTIERT 18.4.1941 SCHLOSS HARTHEIM ERMORDET 1941                                        | Wildenhoferstraße 10 ·                             | Theresia Komenda (1890–1941)                |
|              | HIER WOHNTE KONRAD LORENZ JG. 1879 IM WIDERSTAND VERHAFTET FEB. 1942 HAFTANSTALT SALZBURG TOT 15.4.1942                                    | Lastenstraße 24 ·                                  | Konrad Lorenz (1879–1942)                   |
|              | HIER WOHNTE CHRISTINE NEUHAUSER JG. 1894 DEPORTIERT 21.5.1941 SCHLOSS HARTHEIM ERMORDET 1941                                               | Merianstraße 40 ·                                  | Christine Neuhauser (1890–1941)             |
|              | HIER WOHNTE MARIA PELLER GEB. PONCELET JG. 1871 DEPORTIERT 18.4.1941 SCHLOSS HARTHEIM ERMORDET 1941                                        | Vogelweiderstraße 88                               | Maria Peller, geborene Poncelet (1871–1941) |
|              | HIER WOHNTE FRANZ PÖTTINGER JG. 1907 IM WIDERSTAND VERHAFTET 1941 HINGERICHTET 19.4.1943 MÜNCHEN-STADELHEIM                                | Weiserhofstraße 4 ·                                | Franz Pöttinger (1907–1943)                 |
|              | HIER WOHNTE JOHANN PÖTTLER JG. 1910 IM WIDERSTAND VERHAFTET MAI 1942 BERLIN-PLÖTZENSEE HINGERICHTET 1.6.1943                               | Poschingerstraße 7 ·                               | Johann Pöttler (1910–1943)                  |
|              | HIER WOHNTE ANNA PRÄHAUSER GEB. PICHLER JG. 1902 IM WIDERSTAND DEPORTIERT JUNI 1942 AUSCHWITZ ERMORDET 16.10.1942                          | Vogelweiderstraße 91 ·                             | Anna Prähauser (1902–1942)                  |
|              | HIER WOHNTE FRANZ ROIDER JG. 1895 IM WIDERSTAND GESTAPO-HAFT 19.1.1942 TOT 25.2.1942 SALZBURG                                              | Vogelweiderstraße 96 ·                             | Franz Roider (1895–1942)                    |
|              | HIER WOHNTE ANTON SCHUBERT JG. 1910 VERHAFTET 17.1.1942 ENTHAUPTET 22.7.1943 MÜNCHEN-STADELHEIM                                            | Stadlhofstraße 8 ·                                 | Anton Schubert (1910–1943)                  |
|              | HIER WOHNTE RUPERT SINNHUBER JG. 1916 ÖSTERR. FREIHEITS-BATAILLON 1944/45 SLOWENIEN TOT MAI 1945                                           | Louise-Piëch-Straße 2 ·                            | Rupert Sinnhuber (1916–1945)                |
|              | HIER WOHNTE HILDEGARD STIEGLER JG. 1908 DEPORTIERT 16.4.1941 SCHLOSS HARTHEIM ERMORDET 1941                                                | Bayerhamerstraße 59b ·                             | Hildegard Stiegler (1916–1945)              |
|              | HIER WOHNTE AUGUST STRASSER JG. 1895 DEPORTIERT 26.8.1944 MAUTHAUSEN ERMORDET 7.2.1945                                                     | Vogelweiderstraße 93 ·                             | August Strasser (1895–1945)                 |
|              | HIER WOHNTE MARIE WURM JG. 1904 DEPORTIERT 16.4.1941 SCHLOSS HARTHEIM ERMORDET 1941                                                        | Virgilgasse 8 ·                                    | Marie Wurm (1910–1943)                      |

## Verlegedaten
- 22. August 2007: Stadlhofstraße 8
- 22. Juni 2009: Weiserhofstraße 4
- 22. Juli 2010: Bayerhamerstraße 6
- 7. Juli 2011: Fritschgasse 8, Schallmooser Hauptstraße 29
- 22. März 2012: Rupertgasse 13
- 23. März 2012: Baron-Schwarz-Park, Vogelweiderstraße 91 und 93
- 18. April 2013: Meierhofweg 13
- 2. Juli 2014: Lastenstraße 24
- 13. Juli 2015: Ignaz-Härtl-Straße 11, Poschingerstraße 7, Schallmooser Hauptstraße 30, Virgilgasse 8, Vogelweiderstraße 96
- 14. Juli 2015: Bayerhamerstraße 59b, Merianstraße 40
- 14. November 2016: Vogelweiderstraße 88, Wildenhoferstraße 10
- 29. September 2017: Schallmooser Hauptstraße 17 und 71
- 26. September 2018: Louise-Piëch-Straße 2